# Arbeitsgericht Schmalkalden
Das Arbeitsgericht Schmalkalden war ein Gericht der Arbeitsgerichtsbarkeit mit Sitz in Schmalkalden.

## Geschichte
Gemäß Arbeitsgerichtsgesetz vom 23. Dezember 1926 wurden in Deutschland Arbeitsgerichte gebildet. Diese waren nur in der ersten Instanz organisatorisch selbstständige Gerichte, die Landesarbeitsgerichte waren den Landgerichten zugeordnet. Am Landgericht Kassel entstand so 1927 das Landesarbeitsgericht Kassel als einziges Landesarbeitsgericht im Bezirk des Oberlandesgerichtes Kassel. In Schmalkalden entstand das Arbeitsgericht Schmalkalden. Sein Sprengel umfasste den Bezirke der Amtsgerichte Brotterode, Schmalkalden und Steinbach-Hallenberg. Es bestand eine gemeinsame Kammer für Arbeiter und Angestellte und eine Kammer für Handwerk.
Nach der Besetzung Deutschlands durch die Alliierten wurden 1945 zunächst alle Gerichte geschlossen. Die ordentlichen Gerichte wurden schon bald wieder eröffnet, während die Arbeitsgerichte zunächst nicht wieder eingerichtet wurden, so dass arbeitsgerichtliche Streitigkeiten von den ordentlichen Gerichten erledigt werden mussten. Gemäß Kontrollratsgesetz 21 sollten in Deutschland Arbeitsgerichte aufgebaut werden. Schmalkalden war nach dem Krieg Teil von Thüringen geworden. Mit der Bekanntmachung über die Arbeitsgerichte im Lande Thüringen vom 24. Juli 1946 wurden Arbeitsgerichte neu gebildet, in Schmalkalden entstand jedoch kein Arbeitsgericht. Sein bisheriger Sprengel kam vielmehr zum Arbeitsgericht Suhl.